# 三叉无柱兰
三叉无柱兰（学名：Amitostigma trifurcatum）是兰科无柱兰属的植物，是中国的特有植物。分布在中国大陆的云南等地，生长于海拔2,900米的地区，多生长在沼地边，目前尚未由人工引种栽培。